# Halterofília als Jocs Olímpics d'estiu de 1976
Als Jocs Olímpics d'Estiu de 1976 celebrats a la ciutat de Mont-real (Canadà) es disputaren nou proves d'halterofília, totes elles en categoria masculina. Les proves es realitzaren el dia 18 de juliol de 1976 al St. Michel Arena de la ciutat canadenca. Participeren un total de 173 halters de 46 comitès nacionals diferents.

## Resum de medalles
| Prova     | Or                 | Argent              | Bronze              |
| – 52 kg   | Aleksandr Voronin  | György Kõszegi      | Mohammad Nassiri    |
| – 56 kg   | Norair Nurikian    | Grzegorz Cziura     | Kenkichi Ando       |
| – 60 kg   | Nikolai Kolesnikov | Georghi Todorov     | Kazumasa Hirai      |
| – 67.5 kg | Pyotr Korol        | Daniel Senet        | Kazimierz Czarnecki |
| – 75 kg   | Yordan Mitkov      | Vartan Militosyan   | Peter Wenzel        |
| – 82.5 kg | Valery Shary       | Trendafil Stoitchev | Peter Baczako       |
| – 90 kg   | David Rigert       | Lee James           | Atanas Shopov       |
| – 110 kg  | Yuri Zaitsev       | Krastiu Semerdzhiev | Tadeusz Rutkowski   |
| + 110 kg  | Vasiliy Alekseyev  | Gerd Bonk           | Helmut Losch        |

## Medaller
| Posició | País           | Or | Argent | Bronze | Total |
| 1       | Unió Soviètica | 7  | 1      | 0      | 8     |
| 2       | Bulgària       | 2  | 3      | 1      | 6     |
| 3       | RDA            | 0  | 1      | 2      | 3     |
| 3       | Polònia        | 0  | 1      | 2      | 3     |
| 5       | Hongria        | 0  | 1      | 1      | 2     |
| 6       | Estats Units   | 0  | 1      | 0      | 1     |
| 6       | França         | 0  | 1      | 0      | 1     |
| 8       | Japó           | 0  | 0      | 2      | 2     |
| 9       | Iran           | 0  | 0      | 1      | 1     |